# Biografisk analys
Biografisk analys innebär att man utgår från den litterära källan samt fakta om författaren. Man jämför dagböcker, brev etc. med det skrivna verket för att på så sätt försöka förstå författaren och verket bättre.